# Journans
Journans ist eine französische Gemeinde mit 384 Einwohnern (Stand 1. Januar 2022) im Département Ain in der Region Auvergne-Rhône-Alpes. Sie gehört zum Kanton Ceyzériat im Arrondissement Bourg-en-Bresse.

## Geografie
Die Gemeinde Journans liegt zwischen Rignat, einem Weiler von Bohas-Meyriat-Rignat, im Osten und Les Machardes, einem Weiler von Tossiat, im Westen, zehn Kilometer südöstlich der Präfektur Bourg-en-Bresse und 57 Kilometer Luftlinie nordöstlich von Lyon in der Bresse.
Südlich von Journans entspringt in den Montagnes de Journans die Reyssouze, die nach 75 Kilometern in die Saône mündet.

## Geschichte
Der Turm von Journans (Tour de Journans) war ein Lehen, das zur Ortschaft Journans gehörte. Es wurde 1460 von Ludwig I., duc de Savoie, an Pierre de Laye vergeben, der Seigneur von Messimy und Becerel war, weshalb der Turm in Tour de Becerel umbenannt wurde. Vom 17. Jahrhundert bis zur Französischen Revolution gehörte das Lehen der Familie Charbonnier.
Im Mittelalter gehörte Journans zur Seigneurie von Tossiat. 1650 wurde Journans als Jornens urkundlich erwähnt, 1670 als Journens. Im Ancien Régime gehörte die Ortschaft zur Vogtei von Bourg-en-Bresse. Die Pfarrkirche war dem Heiligen Valerianus († 178) geweiht und wurde 1613 zum ersten Mal erwähnt.
1793 erhielt Journans im Zuge der Französischen Revolution den Status einer Gemeinde und 1801 das Recht auf kommunale Selbstverwaltung.

### Bevölkerungsentwicklung
| Jahr                       | 1962 | 1968 | 1975 | 1982 | 1990 | 1999 | 2006 | 2012 | 2021 |
| Einwohner                  | 186  | 191  | 174  | 277  | 286  | 330  | 323  | 341  | 380  |
| Quellen: Cassini und INSEE |      |      |      |      |      |      |      |      |      |

## Wirtschaft
In Journans wird Wein der AOC Bugey hergestellt.

## Sehenswürdigkeiten

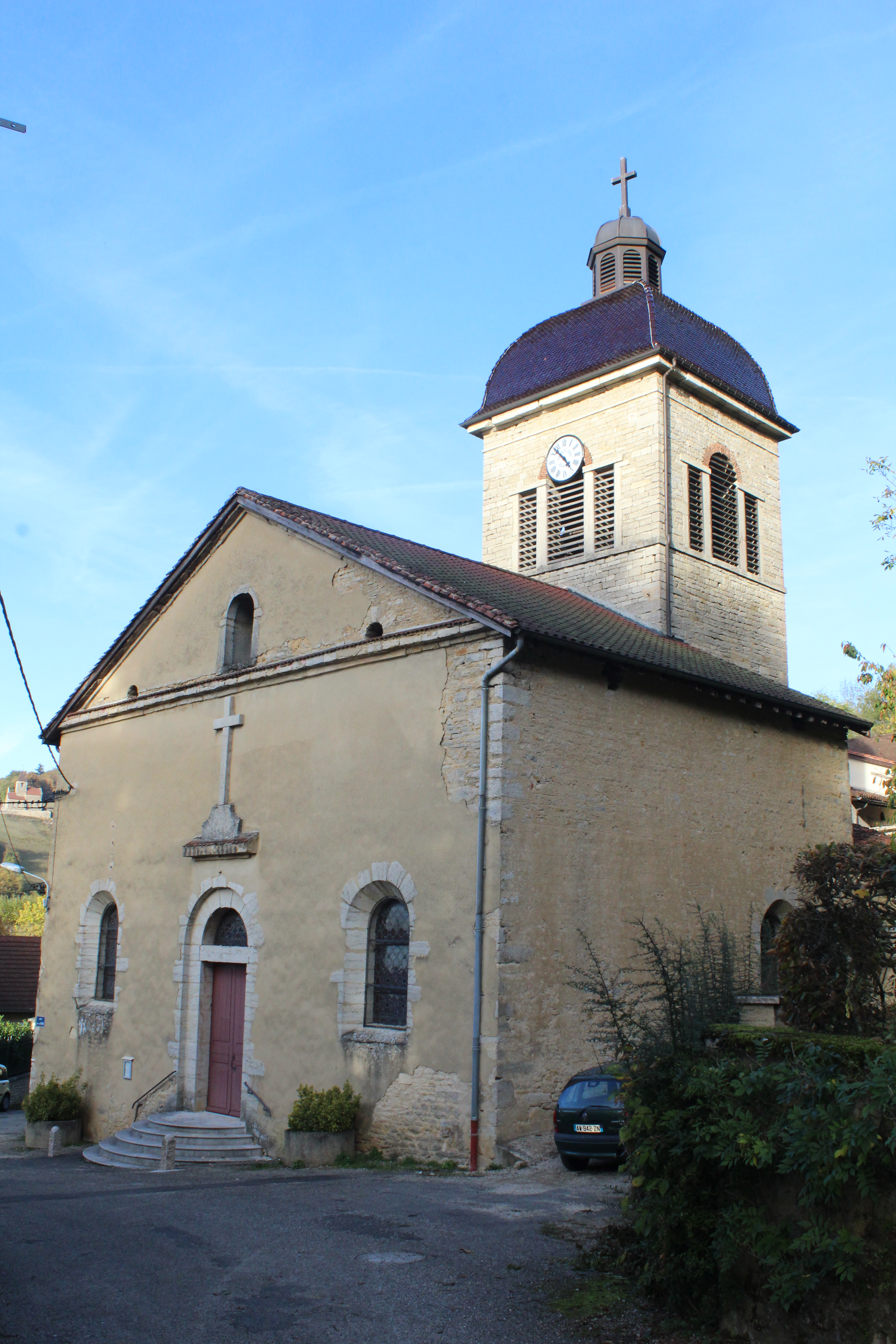
Kirche Saint-Vincent
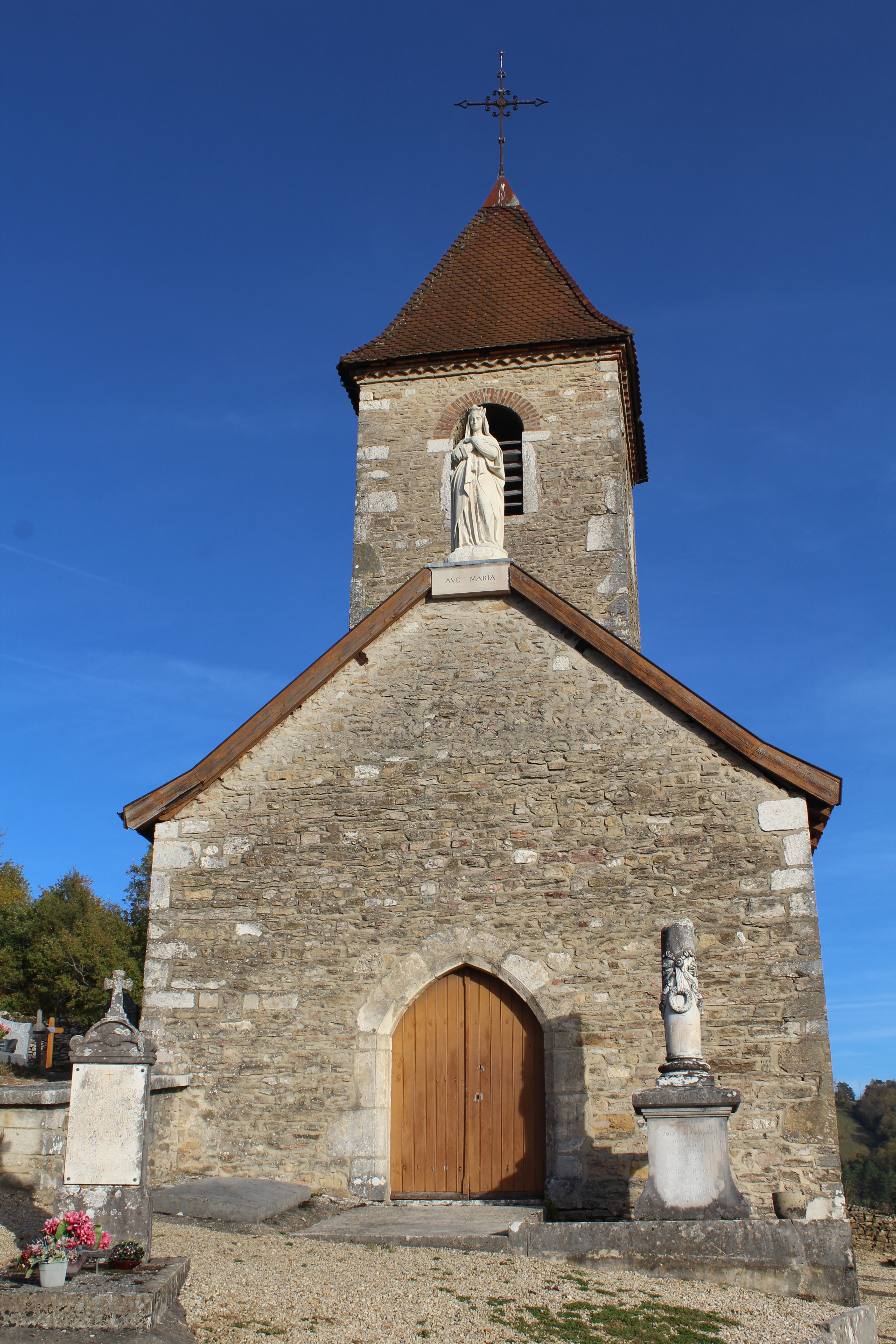
Kapelle Saint-Valérien
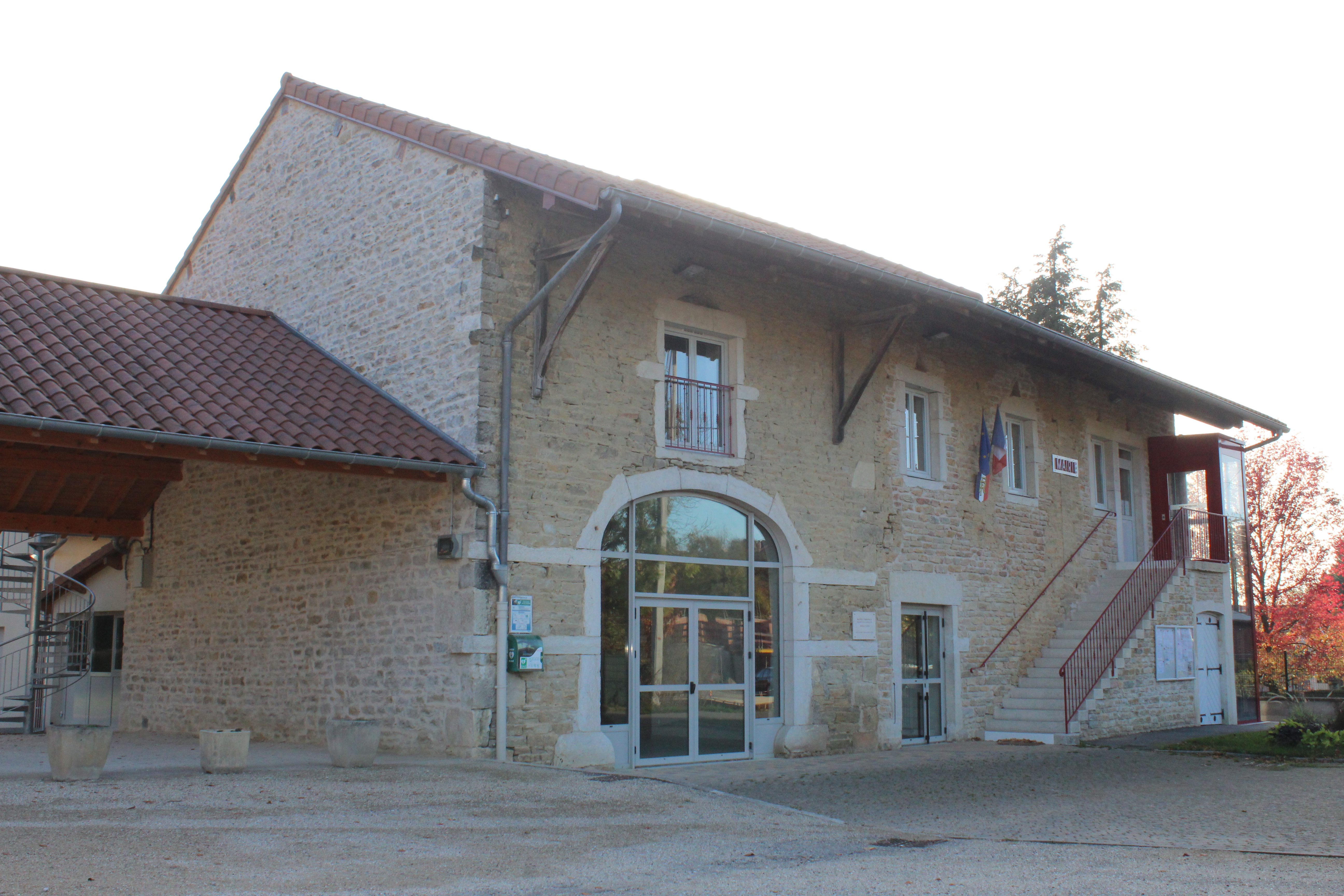
Mairie (Bürgermeisteramt)
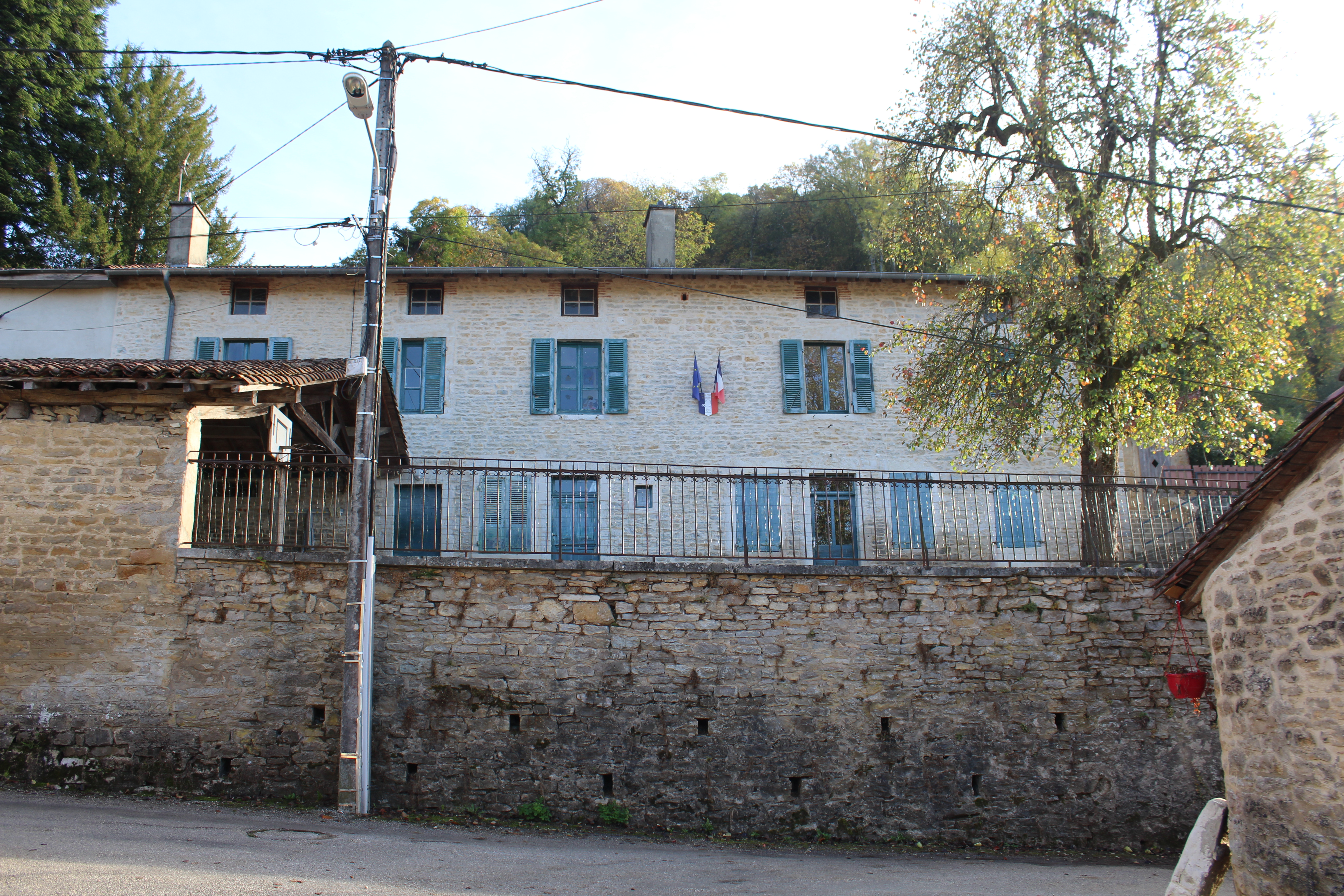
Grundschule
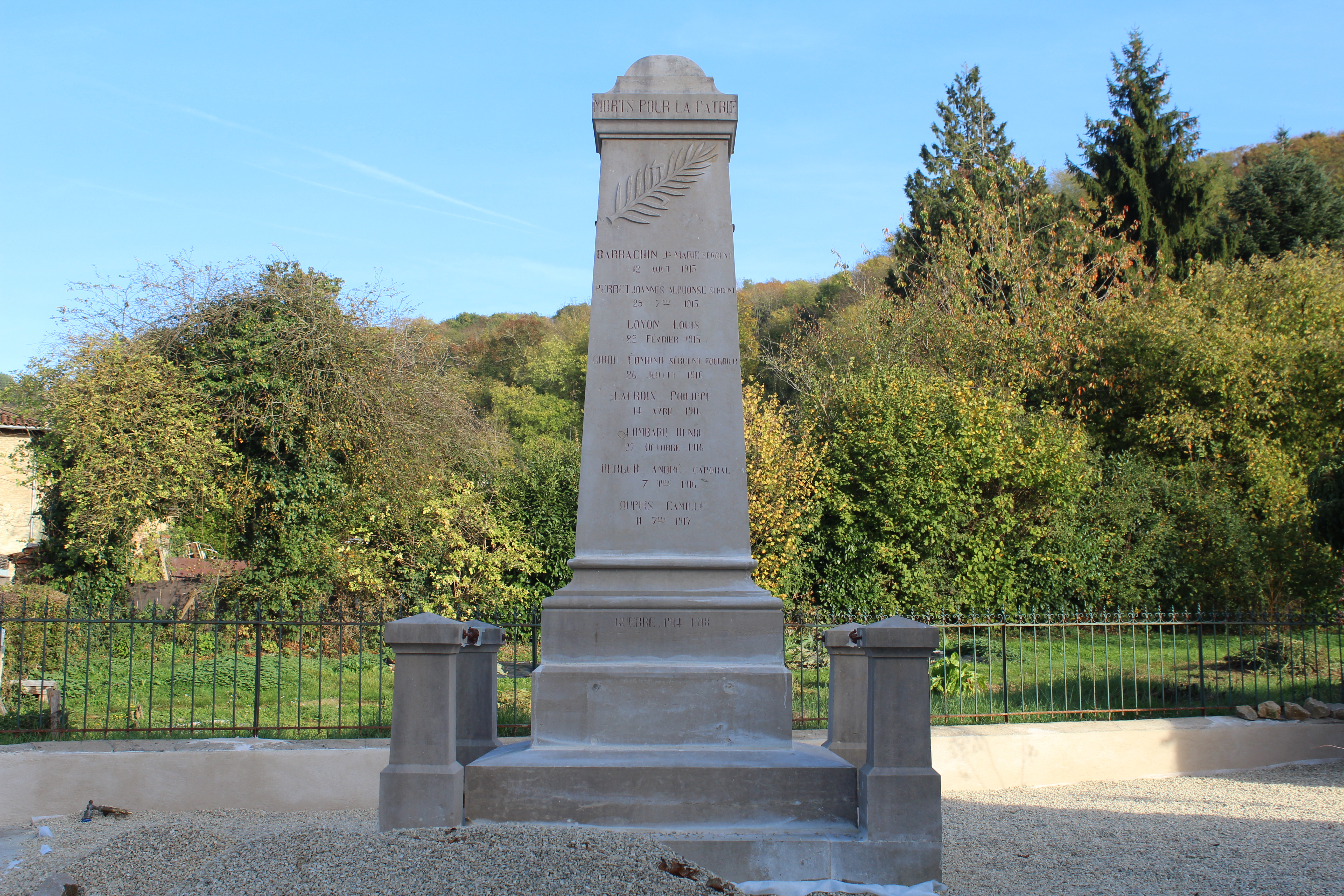
Gefallenendenkmal

- Kirche Saint-Vincent
- Kapelle Saint-Valérien
- Mairie (Bürgermeisteramt)
- Grundschule
- Gefallenendenkmal